# Rubus passionis
Rubus passionis är en rosväxtart som beskrevs av A. van de Beek och K. Meijer. Rubus passionis ingår i släktet rubusar, och familjen rosväxter. Inga underarter finns listade i Catalogue of Life.